# Wasserturm (Leverburgh)

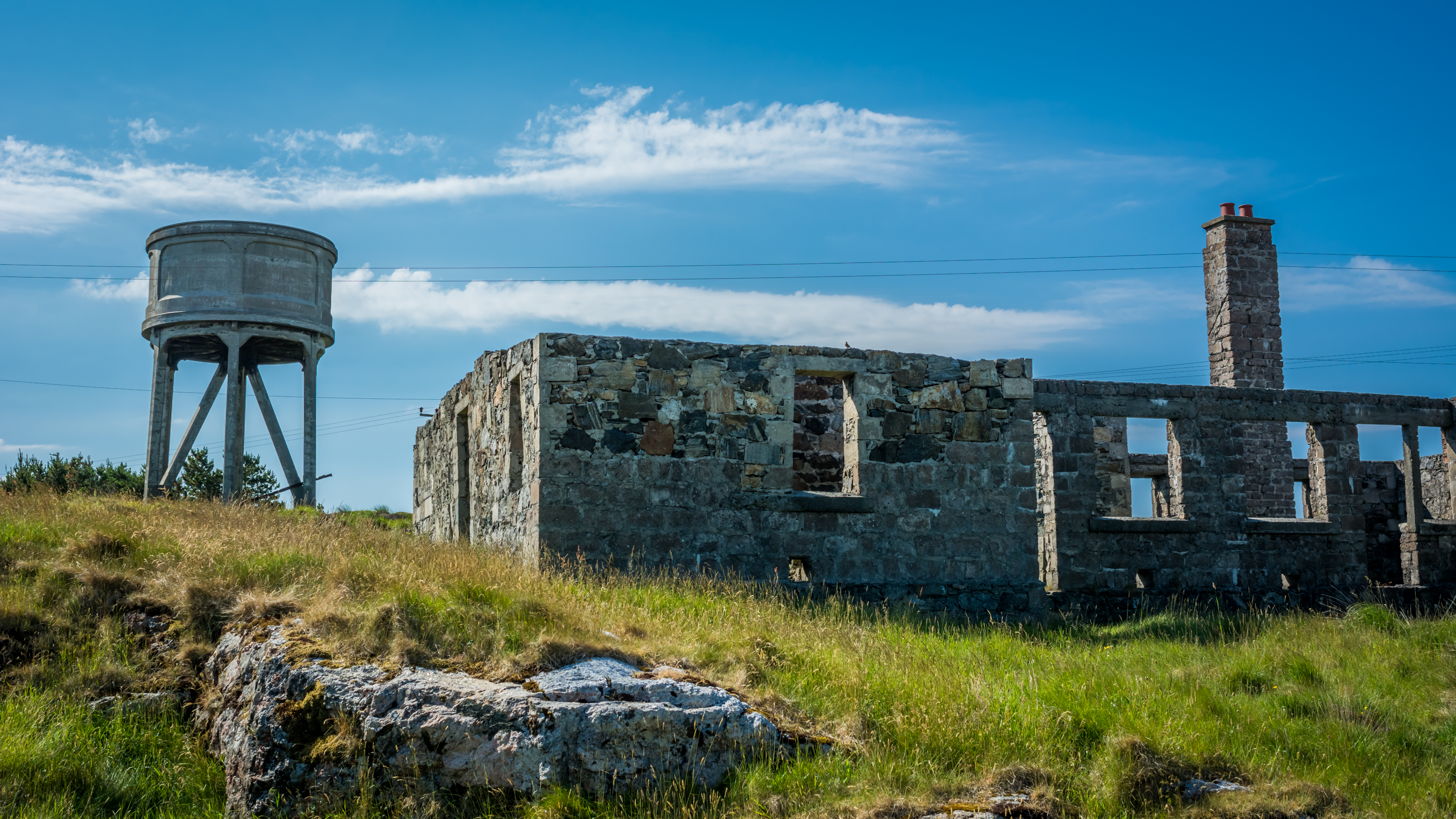
Wasserturm von Leverburgh

Der Wasserturm von Leverburgh ist ein stillgelegter Wasserturm in der Ortschaft Leverburgh auf der schottischen Hebrideninsel Lewis and Harris. 1994 wurde das Bauwerk in die schottischen Denkmallisten in der Denkmalkategorie B aufgenommen.

## Geschichte
Nachdem der Industrielle William Lever, 1. Viscount Leverhulme Harris 1919 erworben hatte, plante er die günstige Lage der Ortschaft zu ihrer Entwicklung als Fischereihafen zu nutzen. Über die in diesem Zuge gegründete Ladenkette Mac Fisheries plante er einen landesweiten Absatz der Produkte. Seine Vision umfasste die Schaffung von 10.000 Arbeitsplätzen in der Fischerei und der Fischverarbeitung am Standort. Nach seinem Ableben 1925 wurden die Pläne aufgegeben und bereits begonnene Projekte nicht weiter ausgeführt. Der Wasserturm wurde in den frühen 1920er Jahren errichtet. Anders als der Wasserspeicher von Leverburgh, der ausschließlich der Versorgung des Fischereibetriebs dienen sollte, fiel dem Wasserturm vermutlich eine gemischte Nutzung zu, die auch die Versorgung der neuerrichteten Siedlung für die Betriebsangehörigen umfasste.

## Beschreibung
Der Wasserturm von Leverburgh steht auf der Landenge zwischen dem Hafen Leverburghs in der geschützten Bucht The Obbe und dem Loch Steisevat. Sein zylindrisches Stahlbetonreservoir ruht auf vier Stelzen. Ungewöhnlicherweise sind von den Lagern der Stelzen Streben diagonal zum Zentrum der Bodenplatte des Reservoirs geführt. Vermutlich sollte diese Konstruktion in Anbetracht der harschen Winde am Standort zusätzliche Standfestigkeit verleihen.